# Martin Miklós
Martin Miklós (Budapest, 1931. június 29. – Los Angeles, 2019. március 26.) olimpiai és Európa-bajnok magyar válogatott vízilabdázó.

## Pályafutása
Klubjai az UTE és a Budapesti Dózsa voltak. 1949 és 1956 között huszonhétszer szerepelt a válogatottban.
Az 1952-es olimpián aranyérmes lett Helsinkiben, és az 1954-es Európa-bajnokságon is a bajnokcsapat tagja volt. Kiutazott az 1956-os melbourne-i olimpiára is, de lábsérülés miatt nem került be a csapatba.
Magyarországon művészettörténetet tanult, majd a párizsi Sorbonne egyetem ösztöndíjasa lett. 
1956 óta az Amerikai Egyesült Államokban, Pasadenában élt, ahol egyetemi oktatóként (francia irodalom és nyelv) dolgozott. Az Egyesült Államokban edzősködött és uszodát is vezetett. Testvére Martin György, 1998 és 2013 között a Magyar Vízilabda Szövetség elnöke volt.

## Sikerei, díjai
- Olimpiai játékok
  - aranyérmes: 1952, Helsinki
- Európa-bajnokság
  - 1954, Torino
- Magyar bajnokság
  - bajnok (4): 1950, 1951, 1952, 1955
  - 2. (2): 1953, 1954,

## Elismerései
- A Magyar Népköztársaság kiváló sportolója (1951)[2]
- A Magyar Népköztársaság Érdemes Sportolója (1955)[3]